# Флотація баритових руд

Флотація баритових руд

## Сировинна база
Родовища баритових руд поділяються на власне баритові, комплексні та переважно сульфідно-баритові. До перших належать ті, у яких барит є єдиним або найголовнішим корисним компонентом. Власне баритові руди за мінеральним складом поділяються на істотно баритові, кварц-баритові, кальцит-баритові та ін. У вигляді домішок у них присутні оксиди заліза, сульфіди свинцю, цинку, міді, золото. Концентрації домішок можуть досягати значень, що являють інтерес при комплексній переробці руд. До складу баритових руд може входити вітерит (до декількох десятків відсотків). Комплексні баритові руди поділяються на барито-флюоритові, барито-поліметалічні, барито-целестинові та ін. З цих руд барит вилучають як попутний компонент .
За умовами утворення виділяють такі генетичні типи родовищ баритових руд:
– гідротермальні, середньо- і низькотемпературні, серед яких найбільш поширені жильні;
– метасоматичні, які набувають дедалі більшого значення;
– родовища вивітрювання, елювіальні й делювіальні розсипи.
Основним промисловим мінералом барію є барит. 

## Технологія флотації бариту
Барит належить до легкофлотованих мінералів. Його флотованість олеїновою кислотою і сумішшю карбонових кислот покращується в лужному середовищі (при рН > 7). Солі двовалентних (міді, свинцю, цинку) і тривалентних металів (заліза, алюмінію) депресуюче діють на флотацію бариту. Суміш рідкого скла і хромату калію депресує барит при невеликих витратах. Органічні реагенти (танін, декстрин, крохмаль, глюкоза, сульфіцелюлоза) депресують барит тільки в сильнолужному і кислому середовищі та є активаторами його флотації при рН = 7 – 9. 
На практиці барит флотується у лужному середовищі олеїновою кислотою, таловим маслом у суміші з гасом, сульфатним маслом, нафтеновими кислотами або алкілсульфатами при витраті 0,5—1,5 кг/т. Найбільшою селективністю володіють алкілсульфати з аполярним ланцюгом, що містить 15—17 атомів вуглецю. Найлегше барит вилучається з руд, де пуста порода представлена кварцом і силікатами, які легко депресуються при невеликих витратах рідкого скла. Одночасно рідке скло дещо активує флотацію бариту. Витрати депресора різко зростають (до 1,5—4 кг/т) при збільшенні в руді вмісту карбонатів кальцію і магнію. Витрати всіх реагентів знижуються при застосуванні збирача — дитіофосфату (100—150 г/т), який забезпечує можливість флотації у твердій воді без попереднього знешламлення. Оскільки підвищена концентрація рідкого скла депресуюче діє і на флотацію бариту, то при значному вмісті карбонатів кальцію і магнію в руді доцільною виявляється або обробка промпродуктів в окремому циклі, або обробка чорнового концентрату за методом М. С. Петрова. Цей метод полягає у пропарці попередньо згущеного (до 50—60 % твердого) концентрату протягом 30—60 хв. у розчині рідкого скла (0,3—2 %) при температурі 80—85°C, розведенні холодною водою до 25—40°C і подальшої флотації бариту. У процесі пропарки збирач десорбується з поверхні забруднюючих концентрат частинок кальцієвих мінералів та їхня флотація майже повністю депресується. Якщо в руді міститься значна кількість окиснених мінералів заліза, флотацію бариту проводять у содовому середовищі (при рН = 11) карбоксильним збирачем у присутності метасилікату натрію (0,5—1 кг/т).
У більшості випадків барит вилучається з поліметалічних руд. Схеми флотаційного вилучення бариту (рис. ) досить прості. Вони передбачають основну, контрольну та дві-три перечисні операції. Іноді концентрат останньої перечисної флотації піддається класифікації в гідроциклонах, піски яких є концентратом для нафтової промисловості. Зі зливу гідроциклонів після двох-трьох перечисних операцій отримують концентрат для хімічної промисловості.
Отримані баритові концентрати використовують у хімічній і лакофарбовій промисловостях або як обважнювач при бурінні нафтових свердловин. Високосортні концентрати для хімічної промисловості містять до 95 % бариту. Густина концентрату для нафтової промисловості має становити 4100—4300 кг/м3.